# Brownie McGhee & Sonny Terry at the 2nd Fret
Brownie McGhee & Sonny Terry at the 2nd Fret — концертний альбом американських блюзових музикантів Брауні Макгі і Сонні Террі, випущений у 1962 році лейблом Bluesville.

## Опис
«Сонні Террі і Брауні Макгі» був у свій час провідним блюзовим дуетом; музиканти знаходяться у гарній формі під час цього концерту, що був записаний в клубі 2nd Fret у Філадельфії, Пенсільванія у квітні 1962 року. Цей виступ, що складається із десяти пісень, є гарним прикладом п'ємонтського блюзу.

## Список композицій
1. «Evil Hearted Me» (Браун Макгі) — 04:36
2. «Barking Bull Dog» (Сонні Террі) — 04:14
3. «She's So Sweet» (Браун Макгі) — 03:10
4. «Spread the News Around» (Сонні Террі) — 03:08
5. «Backwater Blues» (Браун Макгі) — 06:06
6. «Custard Pie» (Сонні Террі) — 02:37
7. «Wholesale Dealin' Papa» (Браун Макгі) — 02:48
8. «Motorcycle Blues» (Сонні Террі) — 03:11
9. «Hand in Hand» (Браун Макгі) — 03:54
10. «I Woke Up One Morning and I Could Hardly See» (Сонні Террі) — 05:40

## Учасники запису
- Брауні Макгі (6—10) — гітара, вокал (1, 5, 7, 9, 10)
- Сонні Террі — губна гармоніка, вокал (2—4, 6, 8)

Технічний персонал
- Кеннет С. Голдстайн — продюсер
- Фред Майлз — інженер
- Джин Шей — текст